# Марина Левицка
Марина Левицка (енгл. Marina Lewycka, рођена 12. октобра 1946) је британски романописац украјинског порекла.

## Рани живот
Левицка је рођена у избегличком кампу у Килу, у Немачкој, након Другог светског рата. Њена породица се после преселила у Енглеску; она сада живи у Шефилду, Јужни Јоркшир. Похађала је средњу школу за девојке Gainsborough у Гејнсбороу у Линколнширу, затим гимназију Витнеи у Витнеиу, Оксфордшир. Дипломирала је на Универзитету Килеи 1968. године са дипломом енглеског језика и филозофије, а на Универзитету Јорк са дипломом BPhil из енглеске књижевности 1969. године.  Започела је, али није завршила докторат на Кингс колеџ  у Лондону.

## Каријера
Била је предавач на студијама медија на Универзитету Sheffield Hallam до пензионисања у марту 2012.  

## Дела
Левицкин дебитантски роман A Short History of Tractors in Ukrainian (Кратка историја трактора на украјинском језику) 2005. године освојио је награду Bollinger Everyman Wodehouse за комично писање, за књижевно стваралаштво на књижевном фестивалу Хај,  затим Waverton Good Read Award 2005/6. и награду Сага за 2005. годину;  била је у ужем избору за награду Ман Букер  и у ужем избору за Orange Prize for Fiction за 2005. годину.   Роман је преведен на 35 језика. 
Њен други роман Two Caravans (Две приколице) објављен је у тврдом повезу у марту 2007. године у издању "Смокве" за тржиште Уједињеног Краљевства, а уврштен је у ужи избор за Орвеллову награду за политичко писање 2008. године.  У Сједињеним Државама и Канади објављен је под насловом Strawberry Fields.
Трећи роман Левицке, We Are All Made of Glue (Сви смо ми од истог лепка), објављен је у јулу 2009. године, а њен четврти роман, Various Pets Alive and Dead (Разни кућни љубимци живи и мртви), изашао је у марту 2012. Њен пети роман, објављен 2016. године, био је The Lubetkin Legacy (Легат Лубеткин), назван по Berthold Lubetkin-у, модернистичком архитекти родом из Грузије, који је градио популарне грађевине са слоганом: „Ништа није превише добро за обичне људе“. Легат Лубеткин ушао је у ужи избор за награду Bollinger Woodhouse Everymanза стрип фантастику.
2009. године Левицка је поклонила кратку причу Важност топлих ногу Окфам-овом пројекту Ок-Талес, четири колекције британских прича које је написало 38 аутора. Њена прича је објављена у колекцији 'Земља'.  Касније исте године, поклонила је другу кратку причу Пословна филозофија, антологији Амнести Интернатионал Freedom: Short Stories Celebrating the Universal Declaration of Human Rights.
Поред белетристике, Левицка је написала низ књига у којима пружа практичне савете за неговатеље старијих људи, а које је објавила добротворна организација "Age Concern".